# Monica (cépage)
Le Monica est un cépage de raisins noirs cultivé en Sardaigne. Il semble qu'il provienne d'Espagne, même si de nos jours il est rarement planté dans ce pays.